# 加茂歌代村
加茂歌代村（かもうたしろむら）は、かつて新潟県佐渡郡にあった村。

## 地理
- 島嶼：佐渡島

## 沿革
- 1889年（明治22年）4月1日 - 町村制施行に伴い加茂郡加茂歌代村が村制施行し、加茂歌代村が発足。
- 1896年（明治29年）4月1日 - 郡の統合により佐渡郡に所属[1]。
- 1901年（明治34年）11月1日 - 村域を二分割し、次のように近隣自治体と合併して消滅。
  - 一部 → 佐渡郡夷町、湊町と合併し両津町を設置。
  - 一部 → 佐渡郡梅津村、羽吉村、内浦村と合併し加茂村を設置。